# Agustín García (futbolista)
Agustín García Rodríguez (Zamora, Michoacán, México, 1 de junio de 1973). Es un exfutbolista mexicano que se desempeñó en la posición de contención.

## Trayectoria
Empezó su carrera en la primera división con Tecos de la UAG y se ha mantenido en el primer equipo de esta institución desde la temporada 94-95. 
Para el Verano 2002 fue contratado por el Club Deportivo Guadalajara donde no alcanzó la regularidad deseada y tuvo que jugar en la filial y después jugar en el Nacional Tijuana para despedirse de las canchas.
Fue inducido al salón de la fama en Zamora, Michoacán el 18 de marzo de 2010 por su contribución al deporte en el estado.

### Clubes
| Club                | País                | Año         | Partidos | Goles | Media |
| ------------------- | ------------------- | ----------- | -------- | ----- | ----- |
| Tecos de la UAG     | México              | 1994 - 2001 | 150      | 5     | 0.03  |
| Guadalajara         | México              | 2002        | 2        | 0     | 0     |
| Chivas Tijuana      | México              | 2002 - 2003 | 8        | 0     | 0     |
| Nacional Tijuana    | México              | 2003 - 2004 | 3        | 0     | 0     |
| Total en su carrera | Total en su carrera | 1994 - 2004 | 163      | 5     | 0.03  |

## Selección nacional
Ha tenido la oportunidad de vestir la camiseta de la Selección Nacional donde lo hizo en 4 ocasiones incluido 1 amistoso y 3 más correspondientes a la Copa Oro 1996

### Participaciones en Copa de Oro
| Copa                            | Sede           | Resultado |
| ------------------------------- | -------------- | --------- |
| Copa de Oro de la Concacaf 1996 | Estados Unidos | Campeón   |

### Partidos internacionales
| # | Fecha                | Rival       | Sede              | Estadio                   | Resultado | Competición                     |
| - | -------------------- | ----------- | ----------------- | ------------------------- | --------- | ------------------------------- |
| 1 | 11 de enero de 1996  | San Vicente | San Diego         | Jack Murphy Stadium       | 5 - 0     | Copa de Oro de la Concacaf 1996 |
| 2 | 14 de enero de 1996  | Guatemala   | San Diego         | Jack Murphy Stadium       | 1 - 0     | Copa de Oro de la Concacaf 1996 |
| 3 | 19 de enero de 1996  | Guatemala   | San Diego         | Jack Murphy Stadium       | 1 - 0     | Copa de Oro de la Concacaf 1996 |
| 4 | 7 de febrero de 1996 | Chile       | Santiago de Chile | Estadio Nacional de Chile | 1 - 2     | Amistoso                        |

## Palmarés

### Campeonatos nacionales
| Título             | Club            | País   | Año  |
| ------------------ | --------------- | ------ | ---- |
| Campeonato de Liga | Tecos de la UAG | México | 1994 |

### Copas internacionales
| Título                     | Club                | País           | Año  |
| -------------------------- | ------------------- | -------------- | ---- |
| Copa de Oro de la Concacaf | Selección de México | Estados Unidos | 1996 |